# 역마차 (영화)
《역마차》(驛馬車, 영어: Stagecoach)는 1939년에 개봉한 미국의 서부 영화이다. 이 영화는 어니스트 헤이콕스가 1937년에 발표한 단편 <로즈버그로 가는 길>을 원작으로 존 포드가 감독한 작품이다. 1926년에 개봉한 《3인의 악인》 이후 포드가 13년 만에 감독을 맡은 서부 영화이다. 주연은 존 웨인과 클레어 트레버가 맡았으며 조연을 맡은 토머스 미첼은 이 영화로 아카데미 남우조연상을 수상한다.
《역마차》는 할리우드 영화 최초로 애리조나주에 위치한 모뉴먼트밸리에서 촬영하였다. 1995년, 미국 의회도서관 소속 국립 영화 보관소는 '문화적으로, 역사적으로, 그리고 예술적으로 중요하다'는 이유로 이 영화를 영구 보존하기로 결정하였다.

## 줄거리
1880년, 역마차를 타고 뉴멕시코의 로즈버그로 가려 하는 손님들은 잠시 애리조나의 톤토에 멈추게 된다. 톤토에서 역마차에는 각기 다른 사람들이 내리고 다시 오르는데 군인인 남편을 만나려고 가는 루시 멜러리 (루이스 플렛), 알코올 중독에 빠져 마을에서 쫓겨난 본 박사 (토머스 미첼), 마을 부녀회에서 추방당한 매춘부 댈러스 (클레어 트레버), 그리고 위스키 판매업자인 피콕 (도널드 믹), 역마차를 모는 벅 (앤디 데빈)과 마셜 (조지 밴크러프트)이 그들이다. 역마차가 가는 길 도중에 아파치가 있다는 이야기를 듣고 벅은 지레 겁을 먹으나 대부분의 동의로 여행자들은 여정을 시작한다. 역마차에는 멜러리 부인을 보호하려는 도박사 햇필드 (존 가필드)와 은행돈을 횡령해 달아나는 헨리 게이트우드 (버튼 처칠), 그리고 로즈버그에 있는 아버지와 형의 원수 루크 플러머 (톰 타일러)를 죽이려는 링고 키드 (존 웨인)가 탑승한다.
가는 동안 톤토의 군대가 역마차를 호위하나 별로 가지 못하고 역마차는 황량한 땅을 지난다. 역마차가 가는 동안 댈러스와 링고는 정이 트기 시작하고 잠시 쉬는 여관에서 남편이 위독한 부상을 입었다는 소식을 들은 멜러리 부인은 쓰러진다. 닥터 본 박사와 댈러스는 그녀를 보살피고 이윽고 그녀가 임신하여 애를 낳는 것을 도운다. 키드는 댈러스에게 자신이 루크를 죽인 후 결혼해 자신의 농장으로 가자고 하고 댈러스는 루크를 죽이지 말고 지금 농장으로 가라면서 자신은 뒤따라 가겠다고 한다. 그러나 범죄자 신분이었던 링고는 곧 잡히고 이윽고 역마차는 아파치의 추격을 받는다. 아파치에 의해 거의 죽을 뻔하였던 여행자들은 마침내 도착한 군대 덕분에 살아 남는다. 로즈버그에 도착한 역마차에서 링고는 루크와 최후의 결전을 치른다. 루크를 죽이고 돌아온 링고는 댈러스에게 자신의 농장으로 가자고 하고 마셜과 본 박사는 떠나가는 그들을 바라본다.

## 캐스팅
- 클레어 트레버 - 댈러스
- 존 웨인 - 링고 키드
- 앤디 데빈 - 벅
- 존 캐러딘 - 햇필드
- 토머스 미첼 - 본 박사
- 루이즈 플렛 - 루시 멜러리
- 조지 밴크러프트 - 마샬 컬리 윌콕스
- 도널드 믹 - 새뮤얼 피콕
- 버튼 처칠 - 헨리 게이트우드
- 팀 홀트 - 블렌처드 중위
- 톰 타일러 - 루크 플러머
- 야키마 케넛 - 스카우트 기사
- 크리스 핀 마틴 - 크리스
- 하얀 말 (화이트 호스) - 제로니모

## 제작 과정

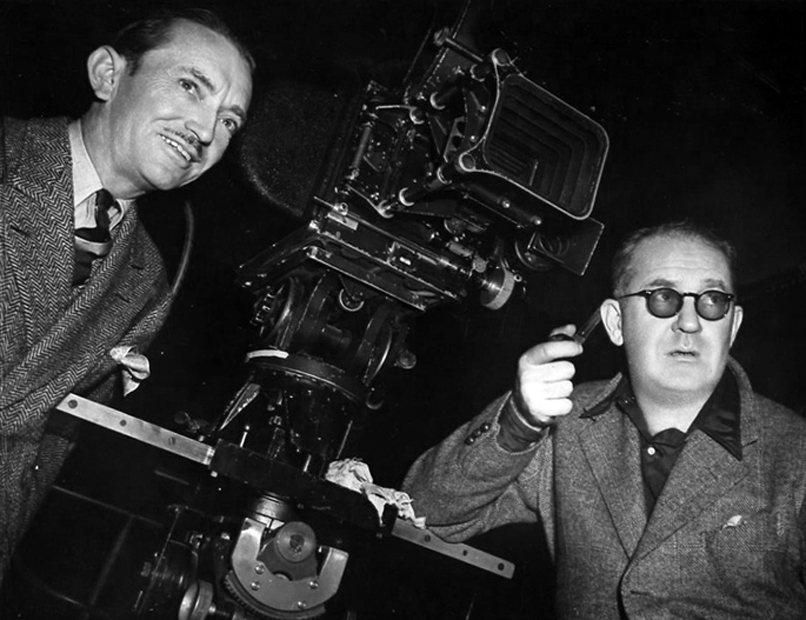
제작 현장에서의 존 포드

각본은 어니스트 헤이콕스가 쓴 <로즈버그로 가는 길>을 더들리 니콜스가 각색하였다. <로즈버그로 가는 길>은 1937년 4월 10일에 콜리어스에 실렸고 이후 존 포드는 이 작품의 판권을 구입하였다.
포드는 무성 영화 시대에 서부 영화를 감독하기는 하였으나, 1929년부터 1939년까지 서부 영화를 감독하지 않았으며, 대신 여러 장르를 넘나들며 감독을 맡았다. 그는 30년대 말에 감독할 작품으로 존 웨인을 기용하고 싶었으며, 웨인에게 그가 준비하였을 때까지 기다리라고 말하였다. 1938년에 포드는 니콜스가 각색한 서부 영화 각본을 웨인에게 넘겼고, 각본을 다 읽은 웨인은 링고 키드 역으로 로이드 놀런을 추천하였으나 포드는 어정쩡한 태도를 보였다. 다음 날에 포드는 그 역할에 웨인이 되기를 바란다고 밝혔고 웨인은 그 말을 받아들여 웨인은 링고 키드 역할을 맡게 되었다.
제작 전에 포드는 제작을 하기 위한 제작자를 구하려고 돌아다녔고, 존 웨인이 주연을 맡는다는 이야기를 듣고 대부분의 메이저 스튜디오들은 제작을 거부하였다. 1930년에 웨인이 출연한 《커다란 자국》은 많은 예산을 들여 제작하였으나 크게 실패하였기 때문이었다. 웨인은 이후 B급 영화 전문 회사인 포버티 로에서나 출연하였다. 데이비드 O. 셀즈닉은 제작하겠다고 말하였으나 곧이어 포드의 제작 계획을 듣고 바로 포기하였다. 포드는 곧이어 월터 웽거에게 갔으며, 웽거는 기존의 'B급 서부 영화'가 아닌 'A급 서부 영화'를 제작하고 싶다는 포드의 말에 공감하였으며, 링고 키드 역할에 게리 쿠퍼, 댈러스 역할에 마를레네 디트리히를 추천하였다.
포드는 그 제안에 링고 키드에 웨인이 들어가지 않으면 영화 제작을 거부할 것이라고 말하였다. 따라서 링고 키드 역할에 존 웨인이 맡는 대신에, 댈러스 역할에는 웽거의 뜻에 맞춰 당시에 웨인보다 더 유명했던 클레어 트레버에게 댈러스 역할을 준다. 영화는 애리조나주에 위치한 카옌타에서 촬영되었다.

## 수상

### 제12회아카데미상
- 남우조연상 - 토머스 미첼
- 음악상 - 리처드 헤이지먼, W. 프랭크 할링, 존 레이폴드, 레오 셔켄

#### 후보
- 작품상 - 월터 웽거
- 감독상 - 존 포드
- 미술상 - 알렉산더 톨루보프
- 촬영상 (흑백) - 버트 글래넌
- 편집상 - 오도 로버링, 도로시 스펜서

## 같이 보기
- 역대 최고의 영화 목록